# پایگاه هوایی آب‌نشین مانسونس
پایگاه هوایی آب‌نشین مانسونس (به انگلیسی: Mansons Landing Water Aerodrome) یک فرودگاه همگانی است که یک باند فرود آب دارد. این فرودگاه در کشور کانادا قرار دارد و در ارتفاع ۰ متری از سطح دریا واقع شده‌است.